# Oh nënë
Oh nënë, i Kosovo Çile zemrën, är den albanska sångerskan Aurela Gaçes första studioalbum, släppt år 1998. Albumet präglas i huvudsak av folkmusik, bland annat en potpurri av låtar från Gaçes hemort Vlora. Merparten av låtarna har skrivits av Azem Shkreli och komponerats av Hysni Zela.

## Låtlista
| Nr  | Titel                       | Längd |
| --- | --------------------------- | ----- |
| 1.  | Potpuri përmetare           | 4:15  |
| 2.  | Potpuri vlonjate            | 4:02  |
| 3.  | Këngë labe                  | 4:58  |
| 4.  | Çile zemrën                 | 2:47  |
| 5.  | Kur më vjen burri nga stani | 2:34  |
| 6.  | Margjela                    | 3:04  |
| 7.  | Në një arë                  | 3:16  |
| 8.  | Kangë turpi                 | 3:09  |
| 9.  | Fusha e Korabit             | 4:00  |
| 10. | Rruga e kthimit             | 3:22  |